# Mâna cu briliante
Mâna cu briliante, menționat în perioada apariției sale ca Mîna cu briliante, potrivit ortografiei din acea vreme, (în rusă Бриллиантовая рука, transliterat: Brilliantovaia ruka) este un film sovietic de comedie din 1968, regizat de Leonid Gaidai.

## Rezumat
Semion Semionovici Gorbunkov (Niculin) cade pe o felie de pepene în timpul unui concediu de odihnă la Istanbul. De durere începe să înjure (Al naibii pepene), iar doi localnici cred că a spus parola- prin urmare se inițiază un plan de contrabandă cu briliante, Gorbunkov fiind dus în farmacia acestora unde i se ascund bijuterii în ghipsul pus la mână. Ajuns acasă în Uniunea Sovietică, Gorbunkov face un plan secret cu miliția pentru a prinde toată banda. Dar soția sa intră la idei când îl vede că începe să tragă la măsea, că este plin de bani și că are pistol. Soția sa se teme că l-a stricat Occidentul și că l-a racolat vreo agenție de spionaj străină.

## Distribuție
- Iuri Niculin - Semion Semionovici Gorbunkov, un economist din Giproriba (Гипрорыбы)
- Nina Grebeșova - soția lui Gorbunkov
- Andrei Mironov
- Anatoli Papanov

## Despre film
O parte dintre scenele din film au fost turnate la bordul vaporului „Basarabia” fost al Serviciului maritim român, confiscat de URSS în 1945 și rebotezat  „Украина”/„Ucraina”.

## Cântece
Insula ghinionului
Ironicul „Insula ghinionului” ('Ostrov nevezeniya') a devenit popular după lansarea filmului. A fost cântat în film de Kozodoyev în timpul croazierei în timp ce bate o chitară în timp ce se relaxa pe puntea navei. Cântecul este tematic, deoarece prezice ghinionul pe care Kozodoyev îl experimentează pe tot parcursul filmului. Piesa a fost înregistrată chiar de Mironov.
Cântecul despre iepuri
Metaforicul „Cântecul despre iepuri” ('Pesnya pro zaytsev') a devenit, de asemenea, un cântec popular la sfârșitul anilor 1960. spune povestea unui grup de iepuri personificați care recoltează o plantă mitologică tryn-trava noaptea și proclamând că nu se tem de niciun prădător, fie că sunt lupi sau bufnițe. Iepurii cântă cu îndrăzneală un refren care începe cu "Nu ne pasă!", care este de fapt sensul "tryn-trava". Piesa a fost interpretată în film de protagonistul Semyon Gorbunkov după o doză mare de vodcă la restaurant. Mai târziu, scena a fost chiar descrisă pe o ștampilă dedicată actorului Yuri Nikulin. Înregistrat de Nikulin însuși.
Ajută-mă
Cea de-a treia și ultima melodie populară din acest film a fost „Ajută-mă” ('Pomogi mne') interpretată de Aida Vedishcheva, o cântăreață din epoca sovietică cunoscută mai ales pentru interpretarea pieselor pentru filme produse în anii 1960. cântecul parodic în stil tango este despre dragoste și pasiune și este redat în fundal în timpul unei scene în care o femeie fatală angajată de acoliții șefului încearcă să-l seducă și să-l drogheze pe Gorbunkov.

## Lansare
A fost lansat în anul 1969 și a avut parte de un mare succes comercial, fiind vizionat de 76,721 milioane de spectatori în cinematografele din Uniunea Sovietică, ceea ce-l plasează pe locul 3 între cele mai vizionate filme sovietice pe parcursul unui an. Încasările obținute l-au făcut să fie fost considerat unul dintre cele mai de succes filme sovietice.